# Дело Arctic Sunrise

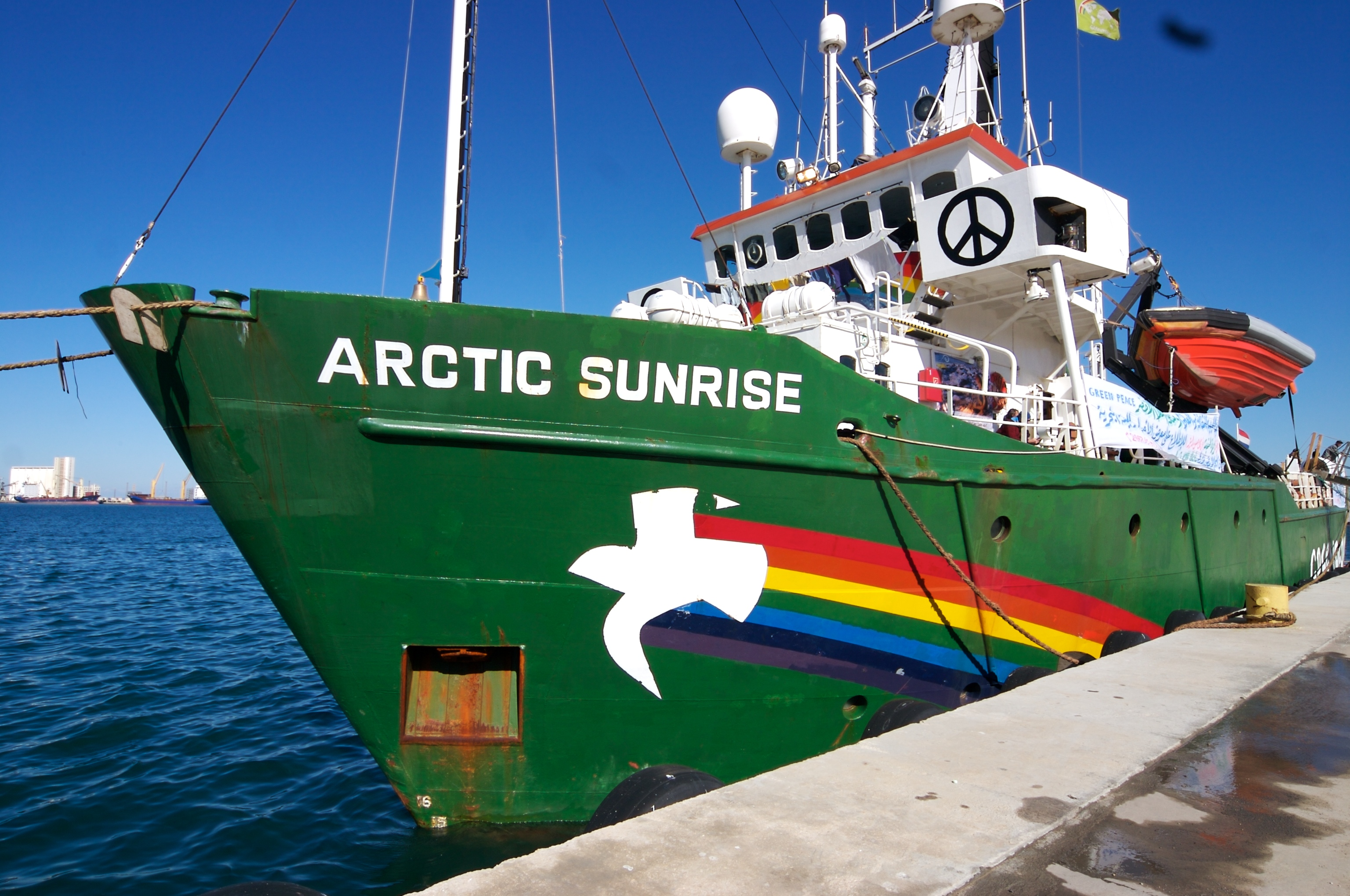
Судно Arctic Sunrise в 2007 году

Дело «Arctic Sunrise» — уголовное дело, возбуждённое Следственным комитетом России (СК) против активистов экологической организации Гринпис, которые пытались проникнуть на российскую нефтедобывающую платформу в международных водах. По версии Гринпис, активисты пытались провести на нефтедобывающей платформе мирную акцию протеста против добычи нефти в Арктике в рамках программы «Защитим Арктику».
24 августа 2015 года Третейский суд в Гааге вынес вердикт, что действия российской стороны были нарушением статей Конвенции ООН по морскому праву.

## Предыстория событий
В июне 2012 года Гринпис начал акцию «Защитим Арктику», целью которой является создать всемирный заповедник вокруг Северного полюса — с полным запретом на нефтедобычу, рыболовство и войны в данном регионе, как это было уже сделано в Антарктике.
Требования Гринпис о создании всемирного заповедника распространяются не на всю территорию Арктики, а только на высокоширотную область вокруг Северного полюса, — территорию, на которую, согласно Конвенции ООН по морскому праву 1982 года, не распространяются национальные юрисдикции приарктических государств (см. Правовой режим Арктики).
Менее чем за месяц после начала акции было собрано более миллиона подписей. К октябрю 2012 года количество подписей составило 2 млн. За последующий год, к октябрю 2013 года, это количество удвоилось и составило около 4 млн подписей.
В августе 2013 года правительство Финляндии утвердило Арктическую стратегию, в которой поддерживается идея присвоения охраняемого статуса территории вокруг Северного полюса. Таким образом, Финляндия стала первой в мире страной, поддержавшей требование Гринпис о создании заповедника. Гренландия также приостановила выдачу лицензий на добычу нефти на арктическом шельфе. В октябре 2013 г. новое правительство Норвегии отказалось от любых планов бурения на своей части Арктического шельфа.

### Первые акции протеста против бурения в Арктике
В 2010 году, после катастрофы в Мексиканском заливе, стало ясно, что ликвидировать аналогичную аварию, если она произойдёт в арктических водах, станет практически невозможно. Администрацией Обамы был объявлен 6-месячный мораторий на глубоководное бурение и отозвано разрешение, выданное компании Shell для проведения бурения в Арктике, до 2011 года.
Сотрудники Гринпис США выехали к месту трагедии на платформе Deepwater Horizon в первые же дни и в течение месяца изучали нефтяной разлив, его влияние на окружающую среду и жизнь людей в регионе. Гринпис тогда обратился к администрации президента и к Конгрессу США с требованием немедленно отказаться от планов разработки арктического шельфа и запретить бурение в прибрежной зоне вообще. Гринпис также объявил о том, будет добиваться защиты Арктики от промышленного загрязнения, и требует немедленного моратория на все подобные разработки в уязвимых арктических водах.
В августе 2010 года корабль Гринпис «Арктик Санрайз» (англ. Arctic Sunrise) отправился в трехмесячную экспедицию с целью изучения последствий розлива нефти, а также применения химических диспегентов для Мексиканского залива. В течение всего 2010 года Гринпис пытался провести в Конгрессе США законопроект по увеличению ответственности предприятий за разливы нефти и ограничение доступа корпорациям к определенным территориям, но предлагаемые поправки к законодательству приняты не были.
В течение 2011—2012 гг. Гринпис провёл целый ряд акций протеста против бурения в арктических водах — против таких компаний как Cairn Energy и Shell. Вслед за ними в Арктику готовились прийти Exxon, Shevron и другие компании, купившие лицензионные участки на Гренландском шельфе.
Работы Cairn Energy были начаты несмотря на то, что Гринпис за несколько недель до этого опубликовал документы МИД Великобритании, в которых сообщалось что британские власти считают «практически невозможным» эффективные действия по ликвидации разливов нефти в Арктике. Как говорилось в документе, бурение в арктическом регионе «сопряжено со значительными трудностями и рисками» и «возможностью повторения событий, подобных аварии в Мексиканском заливе».
В мае 2011 года стало также известно, что сайт Wikileaks опубликовал документы о закрытых переговорах стран Арктического региона о разделе Арктики и её ресурсов.

### События августа-сентября 2012 года
В августе 2012 года Гринпис в рамках того же проекта провёл акцию с участием судна «Арктик Санрайз», направленную на запрет разработки ресурсов арктического шельфа в районе расположения нефтяной платформы «Приразломная», принадлежащей российской компании Газпром-Нефть: 24 августа 6 активистов поднялись по канатам на один из бортов платформы и установили там плакаты «Спасите Арктику» и «Свободу Баренцеву морю». 26 августа с борта «Арктик Санрайз» были спущены надувные лодки которые стали кружить вокруг сейсморазведочного судна «Геолог Дмитрий Наливкин» с лозунгами «Спасите Арктику», создавая угрозу безопасности мореплавания. В ответ на эти действия на борт судна были высажены сотрудники Пограничной службы Российской Федерации. После осмотра судно было отпущено. «Газпром-Нефть» выступил с заявлением, что представители «Гринпис» нарушили 500-метровую навигационную зону безопасности морской платформы «Приразломная» и при помощи альпинистского снаряжения «повисли» за её бортом. Им было предложено подняться на платформу для проведения конструктивного диалога. Однако они отказались, сказав, что «будут висеть на платформе». Работы на платформе не приостанавливались и осуществлялись по плану.
В сентябре 2012 года Royal Dutch Shell, а затем и «Газпром» сообщили о приостановке планов по добыче нефти в Арктике на один год (ранее о том же заявили компания BP по поводу добычи в море Баффина и Cairn Energy по поводу добычи у берегов Гренландии). Тем не менее, речь шла только о временной приостановке бурения, и через несколько месяцев работы были продолжены.

## События 2013 года
27 июля 2013 года «Арктик Санрайз», зарегистрированный под флагом Нидерландов, бросил якорь в норвежском порту Берген. В августе 2013 года, несмотря на неоднократные запреты российских властей на проход Северным морским путём, судно направилось в Арктику. 24 августа находилось в Карском море, но 27 августа вновь покинуло его. 14 сентября судно находилось в норвежском порту Киркенес.
18 сентября 2013 года активистами «Гринпис» была предпринята новая попытка проникновения на платформу «Приразломная». Перед этим «Арктик Санрайз» вышел на связь с платформой и береговой охраной и предупредил о мирном характере акции, заявив, что альпинисты не причинят вреда ни платформе, ни персоналу. После этого шесть человек оставили судно и на надувных лодках подошли к платформе. Все активисты были одеты в костюмы с логотипом организации, на бортах лодок имелась крупная надпись Greenpeace. Два человека — гражданин Швейцарии Марко Вебер и гражданка Финляндии Сини Саарела, имевшие при себе только альпинистское снаряжение, попытались закрепиться на борту буровой платформы. Для предотвращения их действий вниз с платформы были направлены струи водомётов, после этого активисты были задержаны сотрудниками подразделения специального назначения Пограничного управления ФСБ России по Мурманской области и доставлены на борт сторожевого корабля «Ладога». В ходе операции производилась предупредительная стрельба из автоматов АК-74 и артиллерийской установки пограничного корабля.
На следующий день ФСБ (Пограничное управление по Мурманской области) в своём ответном письме на запрос председателя наблюдательной комиссии Мурманской области по осуществлению общественного контроля за обеспечением прав человека указала, что Марко Веберу и Сини Саарела, находившимся на воде в результате попытки проникновения на борт «Приразломной», была оказана немедленная помощь в связи с переохлаждением организма.
В тот же день, 19 сентября, судно было принудительно остановлено пограничной службой России. В 18:24 по местному времени на борт «Арктик Санрайз» вертолётом Ми-8 была высажена досмотровая группа ФСБ России, в составе группы захвата было 15 бойцов погранслужбы. В связи с отказом капитана Уиллкокса управлять судном, российский сторожевой корабль «Ладога» взял его на буксир и отконвоировал в Мурманск — 24 сентября оно было доставлено в порт.
Посол Нидерландов Роналд ван Дартел незамедлительно был вызван в МИД России — ему было сделано представление и вручена нота «по поводу провокационных действий судна „Арктик Санрайз“ под флагом Королевства Нидерландов в акватории вод, прилегающих к северному побережью Российской Федерации». Следственный комитет России сообщил, что действия активистов могут образовывать состав преступления «пиратство» (ст. 227 УК РФ). В ответ организация «Гринпис» заявила, что расценивает инцидент как вооружённый незаконный захват судна, не входившего в трёхмильную запретную зону вокруг платформы.
Президент России Владимир Путин, выступая 25 сентября на международной конференции «Арктика — территория диалога», заявил, что члены экипажа «Arctic Sunrise», приблизившись к платформе, нарушили «все нормы международного права», но пиратами их считать нельзя: «Очевидно, что они не являются пиратами, но формально они пытались захватить платформу, пограничники не знали, кто это, кто её захватывает. Особенно на фоне тех кровавых событий, которые произошли в Кении, всякое ведь могло быть. Мы же не знаем, кто захватывает». Позднее он неоднократно утверждал, что действия экологов создавали угрозу жизни работников платформы и водолазов: «когда на платформу лезут, создают чрезвычайную ситуацию, там не одна могла быть ошибка у оператора, а сколько угодно. Кроме всего прочего, у нас под водой водолазы находились, и их жизнь реально подвергалась опасности».
26 сентября представитель Следственного комитета России Владимир Маркин сообщил, что статья, по которой обвиняются задержанные, может быть изменена. 26 сентября весь экипаж судна (30 человек) предстал перед судом Ленинского района города Мурманск.
4 октября стало известно о планах Нидерландов подать иск к России в Международный трибунал по морскому праву c требованием освободить активистов «Гринпис» и судно, шедшее под флагом Голландии. В ответ на это заместитель главы МИД России Алексей Мешков выступил с критикой Голландских властей: «Российская сторона неоднократно обращалась за последние полтора года к голландской стороне с тем, чтобы Голландия, как страна флага, пресекла противоправные действия этого судна. К сожалению, этого сделано не было».
В ночь на 6 октября в Гааге произошло задержание сотрудника посольства России в Нидерландах Дмитрия Бородина. Глава комитета Госдумы по международным делам Алексей Пушков и глава Совета по внешней и оборонной политике России Фёдор Лукьянов расценили произошедшее с Бородиным как реакцию голландской стороны на арест активистов Greenpeace. В то же время МИД Нидерландов такую связь отрицает.
7 октября находящийся под арестом в порту Мурманска судовой механик Маннес Убелс через «Гринпис» опубликовал предупреждение о том, что судно может затонуть из-за неисправности систем электропитания, переложив ответственность за это на Российские власти. Представитель «Гринпис» заявил, что протечки топлива с «Арктик Санрайз» угрожают Кольскому заливу экологической катастрофой: в случае затопления судна в акваторию мурманского порта попадет более 200 тонн дизельного топлива.
8 октября Мурманский областной суд отклонил апелляции всех российских участников акции. Во время рассмотрения апелляции на арест капитан судна Питер Уилкокс заявил: «Я 40 лет занимаюсь этой работой, никогда такого обвинения не было. Если бы начать все с начала, я бы остался в Нью-Йорке. Сожалений очень много».
9 октября Следственный комитет заявил, что в ходе осмотра судна были изъяты наркотические вещества (предположительно, маковая соломка и морфин). Следственный комитет предупредил, что в связи с новыми данными некоторым членам экипажа судна могут предъявить обвинение в незаконном хранении и контрабанде наркотических веществ. Также было заявлено, что часть изъятой аппаратуры имеет двойное назначение и могло использоваться не только в целях экологической разведки но и целях военной разведки — что будет проверено в рамках соответствующих судебных экспертиз. Представители Гринпис вначале отвергли возможность нахождения на корабле наркотиков, затем предположили, что «следственный комитет мог найти вещества, наличие которых в судовых аптечках предписано международным правом». В этот же день исполнительный директор «Гринпис» обратился к российскому президенту с просьбой о срочной встрече. Его письмо прокомментировал пресс-секретарь президента Дмитрий Песков, заявив, что Путин в вопросах следствия «не является правильным адресатом».
21 октября власти Нидерландов обратились в Международный трибунал ООН по морскому праву по делу о задержании в РФ судна «Арктик Санрайз» и в связи с арестом активистов Гринпис. В ответ 23 октября МИД РФ распространил заявление, что не примет процедуру арбитража по делу судна "«Арктик Санрайз», а также отказывается от участия в разбирательстве по этому делу в Международном трибунале по морскому праву в Гамбурге. В качестве причины было указано то, что когда Россия ратифицировала Конвенцию ООН по Морскому праву в 1997 году, она воспользовалась своей возможностью исключить для себя использование международной судебной процедуры по спорам об осуществлении суверенных прав и юрисдикции. При этом МИД России отметил, что «Россия остается открытой для урегулирования возникшей ситуации.» По мнению российской стороны судно «нарушило предусмотренные конвенцией ООН по морскому праву 1982 года условия реализации права свободы судоходства в исключительной экономической зоне иностранного государства».
В ответе, последовавшем со стороны юристов Гринпис Интернешнл, было отмечено, что те исключения, которые были оговорены Россией при подписании конвенции, к данному случаю не применимы. Статья 297, параграфы 2 и 3, предоставляют возможность не рассматривать споры о действиях правоохранительных органов только в отношении рыболовства и морских научных исследований, к которым данный спор не относится. В тот же день, 23 октября, стало известно, что СК России переквалифицировал действия активистов Гринпис с «пиратства» на «хулиганство» (грубое нарушение общественного порядка, выражающее явное неуважение к обществу, совершенное с применением предметов, используемых в качестве оружия, организованной группой, связанное с сопротивлением представителю власти, ч.2 ст.213 УК РФ).
Слушания в Международном трибунале ООН по морскому праву состоялись 6 ноября, 22 ноября трибунал огласил решение о временных мерах: «Российская Федерация должна незамедлительно освободить судно Arctic Sunrise и всех людей, которые были арестованы, под финансовые гарантии в размере 3,6 миллиона евро со стороны Нидерландов». В ответ официальные представители РФ заявили, что Россия намерена «никак не реагировать» на решение Международного трибунала.
12 ноября все обвиняемые были переведены из следственных изоляторов Мурманска и Апатитов в Санкт-Петербургские СИЗО. Согласно заявлению, распространенному УФСИН России по г. Санкт-Петербургу и Ленинградской области «Жалоб и заявлений от указанных граждан не поступало». 15 ноября ввиду приближения окончания срока содержания под стражей Следственный комитет РФ выступил с требованием продлить на три месяца сроки задержания членов экипажа, через несколько дней, 18 ноября, под залог в размере 2 млн рублей были освобождены Андрей Аллахвердов, Денис Синяков и Екатерина Заспа, арест австралийца Колина Рассела был продлён до 24 февраля. Впоследствии под залог вышли все арестованные. Последним, 28 ноября, по решению Городского суда Санкт-Петербурга, рассматривавшего апелляцию адвокатов Greenpeace, был выпущен Колин Рассел.
В декабре Нидерланды во исполнение решения Международного трибунала предоставили банковскую гарантию за «Арктик Санрайз», однако власти России оставили судно под арестом. Позже юрист Гринпис России М. Крейндлин высказал мнение, что «демонстрируя неуважение к международному морскому праву, Россия создает проблемы своим собственным судовладельцам, которые однажды тоже будут нуждаться в защите».
После подписания закона об амнистии к 20-летию Конституции РФ все члены команды судна «Арктик Санрайз» получили от СКР постановления о прекращении уголовного дела по амнистии. К 29 декабря 2013 года все иностранные члены экипажа «Арктик Санрайз» покинули Россию.
В январе 2014 года Россия начала возвращать «Гринпис» залоговые суммы, внесённые за активистов, в то же время ледокол «Арктик Санрайз» продолжал находиться в порту Мурманска пока 6 июня Следственный комитет России не сообщил, что снимает арест с судна: 27 июня экипаж «Гринпис» был допущен на корабль. В то же время значительная часть электронного оборудования, изъятого с корабля, владельцам не была возвращена. 9 августа ледокол вернулся в Амстердам.
В октябре 2014 года Следственный комитет прекратил дело в связи с амнистией.

## Участники событий
27 сентября Ленинский районный суд Мурманска принял решение об избрании 22 задержанным активистам меры пресечения в виде содержания под стражей, ещё для восьми человек на 72 часа продлили срок задержания:
1. Питер Уиллкокс — капитан
2. Пол Рузицки — первый помощник капитана
3. Александр Паул — боцман
4. Александра Хэзель Харрис — офицер связи
5. Филипп Болл
6. Кирон Брайен — волонтёр-видеооператор
7. Йен Роджерс — второй механик
8. Дэвид Хауссманн — электрик
9. Джонатан Бичемп — механик
10. Колин Кейт Рассел — радиооператор
11. Томаш Дземянчук
12. Марко Вебер
13. Кристиан Д’Алессандро — матрос
14. Гижем Акхан — помощник кока
15. Франческо Пизану — матрос
16. Камила Специале
17. Мигель Эрнан Перес Орси — второй помощник капитана
18. Анна Йенсен — третий помощник капитана
19. Роман Долгов
20. Андрей Аллахвердов — пресс-секретарь российского отделения «Greenpeace»
21. Екатерина Заспа — врач
22. Денис Синяков — фотограф

29 сентября Ленинский районный суд принял решение об избрании оставшимся восьми задержанным меры пресечения в виде содержания под стражей:
1. Дмитрий Литвинов — пресс-секретарь «Greenpeace»
2. Фаиза Оулахсен — пресс-секретарь
3. Сини Саарела
4. Фрэнк Хьютсон
5. Энтони Перрете
6. Маннес Убелс — старший механик
7. Ана Паула Мациель — палубный матрос
8. Руслан Якушев  — кок

2-3 октября всем арестованным были предъявлены официальные обвинения в пиратстве.

## Реакция

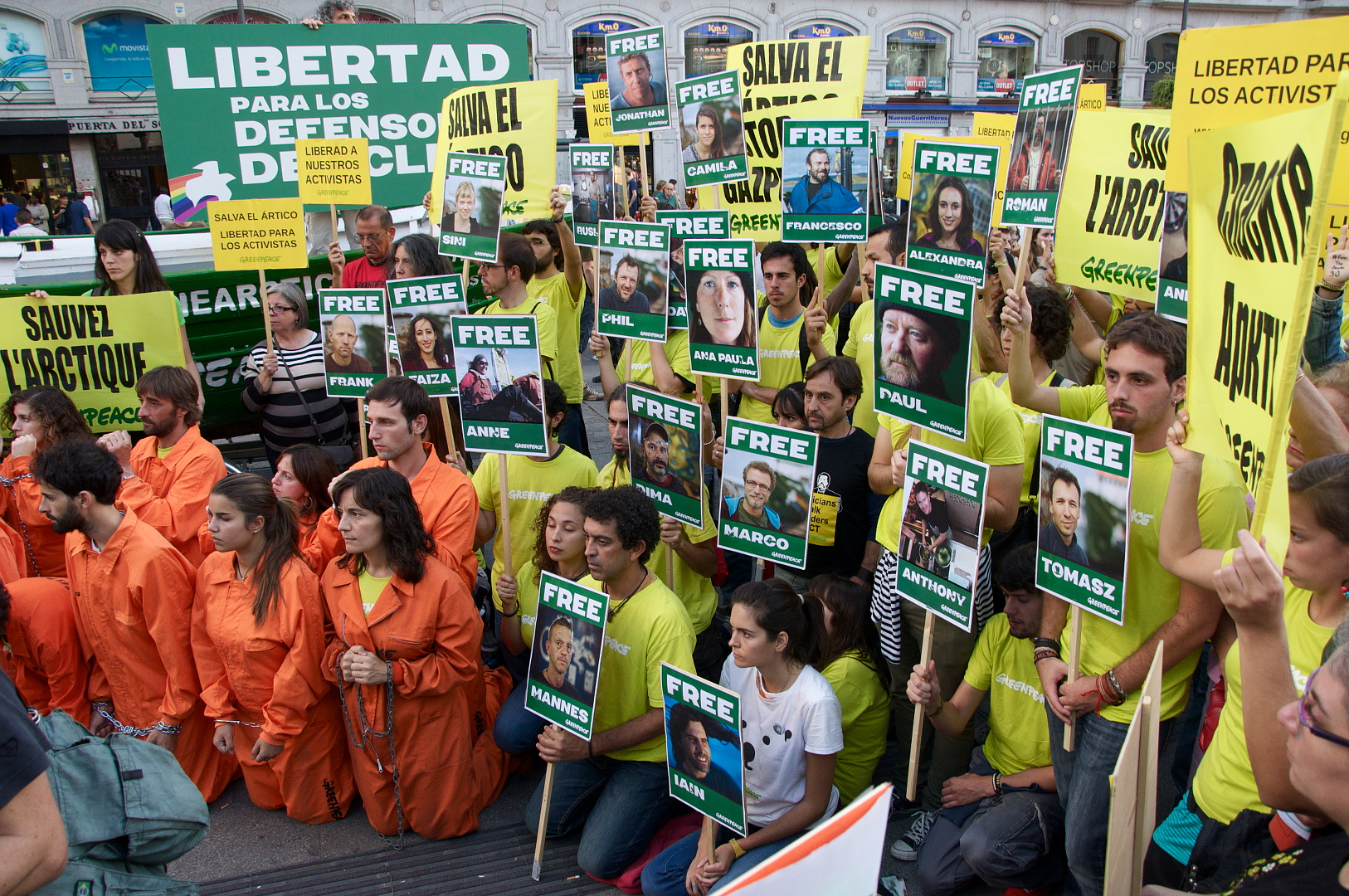
Протесты в Мадриде, октябрь 2013 года

Директор по программам «Гринпис» Иван Блоков назвал действия российских властей по отношению к Arctic Sunrise незаконными и сравнил их со взрывом судна Rainbow Warrior в 1985 году. «То, что произошло вчера, — наиболее агрессивный, недружественный акт России после взрыва „Rainbow Warrior“», — сказал он.
44 экологические организации СНГ направили обращение к президенту России Владимиру Путину с просьбой освободить задержанных. В письме отмечается, что протест был исключительно мирным, а проект добычи нефти в Арктике слишком опасен, чтобы оставаться безучастными и не привлекать к нему внимание общественности.
К 23 сентября акции солидарности с задержанными членами экипажа Arctic Sunrise прошли более чем в 30 странах.

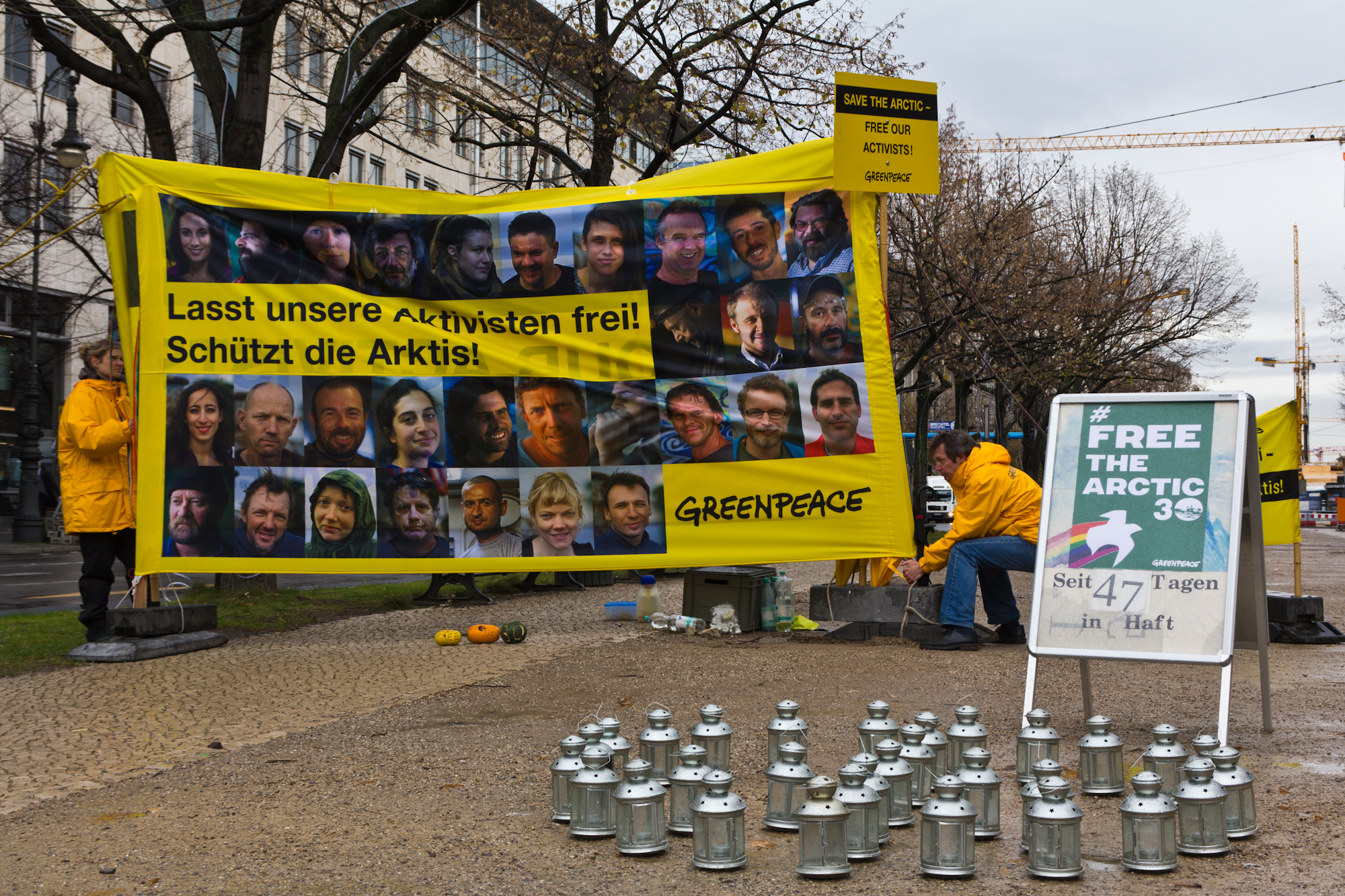
Акция протеста перед российским посольством в Берлине, ноябрь 2013 года

4 октября 2013 года министр иностранных дел Нидерландов Франс Тиммерманс в своем обращении к парламенту сказал, что Нидерланды начали арбитражный процесс на основе Конвенции Организации Объединенных Наций по морскому праву с целью освобождения судна, задержание которого Нидерланды считают незаконным, и его экипажа.
Президент Финляндии Саули Нийнисте заявил, что «Гринпис» сознательно нарушили законы России.
К 5 октября «Гринпис» собрал 1 млн голосов за освобождение активистов с Arctic Sunrise.
14 ноября британский музыкант Пол Маккартни обратился в открытом письме к президенту Владимиру Путину с просьбой освободить арестованных активистов «Гринпис»:
Мои русские друзья рассказывают, что в некоторых кругах протестующих представляют врагами России, выполняющими волю западных правительств, а также людьми, угрожавшими безопасности персонала нефтяной платформы, работающей в Арктике. Я пишу, чтобы заверить вас: „Гринпис“, который я знаю, конечно же, никакая не антироссийская организация. Они практически все время раздражают то одно, то другое правительство! При этом они никогда и нигде в мире не берут деньги у правительств или корпораций.
17 октября стало известно о том, что 11 лауреатов Нобелевской премии мира обратились с письмом к президенту Путину с просьбой об отмене обвинения в пиратстве. Письмо нобелевских лауреатов прокомментировал пресс-секретарь президента Дмитрий Песков. По его словам, Путин с уважением относится к авторам обращения, но считает, что они выбрали неправильного адресата, так как подобные вопросы могут решать только следственные органы и суд.
В то же время Daily Mail опубликовала статью колумниста Доминика Лоусона под заголовком «Да, Путин жестокий человек, но именно «Гринпис» представляет самую большую угрозу нашему будущему». В ней автор напомнил о предыдущих кампаниях «Гринпис» против нефтедобывающих компаний и резюмировал: «Хотя Путин может и в самом деле является мстительным и авторитарным правителем, но он не входит в банду наполненных лучшими намерениями дураков, которые хотят загнать человечество назад, в доиндустриальную эпоху».

### В России
В знак солидарности с Денисом Синяковым главные редакторы и журналисты ряда российских СМИ распространили открытое письмо в его поддержку. В знак протеста некоторые СМИ приняли решение ограничить фотографии на своих сайтах или выйти вовсе без них. 13 октября в Санкт-Петербурге на Марсовом поле около 100 фотографов провели акцию в поддержку арестованного фотографа Д. Синякова.
Рок-музыкант Юрий Шевчук сообщил, что тоже намеревался принять участие в акции «Гринпис» у буровой платформы, но не смог этого сделать по семейным обстоятельствам.

#### Результаты соцопросов
Согласно опросу ВЦИОМ, проведенному 28—29 сентября, действия России в ходе инцидента с Arctic Sunrise (а именно: «Попытка проникновения на российскую нефтеплатформу была пресечена пограничниками, активисты задержаны для выяснения всех деталей происшествия, возбуждено уголовное дело») 60 % опрошенных сочли адекватными ситуации. Слишком жесткими действия сочли 17 %, слишком мягкими — 8 %. 66 % полагали, что необходимо пресекать попытки зарубежных экологических организаций препятствовать российскому освоению Арктики. Противоположной позиции придерживались только 20 % опрошенных.
Опрос, проведённый Superjob.ru 7—10 октября, показал, что 38 % опрошенных одобрили меры, предпринятые правоохранительными органами, 23 % полагают, что реакция властей могла бы быть и мягче. 17 % до опроса не знали о случившемся, а 22 % признались, что не сформировали какого-либо мнения о ситуации. Мнения тех, кто знал о конфликте в Печорском море, разделились таким образом: 46 % одобряют работу властей РФ, 28 % сочувствуют сотрудникам «Гринпис», 26 % нейтральны или колеблются в принятии решения. Другие опросы показали схожие результаты. В целом же российские граждане (около 60 %) не поддерживали действия «Гринпис» в основном потому, что те «нарушили законы РФ и могли спровоцировать аварию». Таким образом, россияне фактически повторяли слова президента В. В. Путина, который так же охарактеризовал своё отношение к ситуации.

## Последствия
Владимир Чупров, возглавляющий арктическую программу «Гринпис России», признал, что время для проведения акции было выбрано неудачно. «Гринпис» в 2014 году не планирует патрулировать воды у берегов РФ, заявил на пресс-конференции в Варшаве программный директор Роберт Цыгельский: «Если говорить о России, то тут у нас проблема — это судно. „Арктик Санрайз“ всё ещё под арестом, а между тем в этой части света со сложной ледовой обстановкой лучше всего зарекомендовали себя ледоколы. „Арктик Санрайз“ — это единственный ледокол в нашем флоте. Мы ожидаем возвращения нашего судна». По заявлению директора по программам российского отделения Ивана Блокова «Арктик Санрайз» могут вернуть экологам не раньше лета 2014 года (судно было возвращено «Гринпису» спустя девять месяцев после задержания).
Существует мнение, что отказ от патрулирования связан с принципом «раз здесь экологов сажают в тюрьму, пусть и отпускают потом по амнистии, то лучше не рисковать», так как в наличии у Гринпис находятся корабли Rainbow Warrior и Esperanza, способные работать в полярных и арктических широтах. Глава британского отделения «Гринпис» признал, что акция в Арктике может негативно сказаться на репутации организации, так как получается, что организация поставила своих активистов под угрозу судебного преследования, при этом он опроверг версию о том, что участников акции не предупреждали о риске судебного преследования.
Во избежание повторения ситуаций с высадками на нефтяные платформы в будущем депутаты Госдумы РФ предложили ужесточить законодательство за проникновение на объекты шельфа. Согласно новой редакции закона, проникновение на объекты шельфа группы лиц по организованному сговору будет караться лишением свободы или принудительными работами сроком до пяти лет.
24 августа 2015 года Постоянная палата третейского суда в Гааге вынесла постановление, согласно которому Нидерланды могут потребовать от России компенсацию по делу о задержании «Арктик Санрайз». Российская сторона обязана вернуть Нидерландам объекты, изъятые с судна, и «в связи с неспособностью своевременной реституции» компенсировать Нидерландам их стоимость. Кроме того, Нидерланды могут потребовать возмещения издержек, связанных с выдачей банковской гарантии в соответствии с постановлением Международного трибунала ООН по морскому праву. Размер компенсации должен стать предметом следующего этапа разбирательства..
Суд постановил, что захват судна нарушил несколько статей Конвенции ООН по морскому праву. Трёхмильная зона безопасности, объявленная российскими властями, была признана недействительной. Суд пришел к выводу, что не было легальных причин задерживать судно с флагом Нидерландов без согласия этого государства.
18 июля 2017 года международный арбитраж, созданный при посредничестве Постоянной палаты третейского суда, обязал Россию выплатить Нидерландам 5,38 млн € в качестве компенсации за задержание судна и его команды (из них 2,46 млн евро — компенсация материального ущерба, причинённого всем находившимся на судне людям, 600 тысяч — компенсация нематериального ущерба им же, 1,695 млн евро — компенсация ущерба, нанесённого судну и 625 тысяч — оплата арбитражных издержек Нидерландов). При невыплате данной компенсации на суммы будут начисляться проценты.
В мае 2019 года, по сведениям финской телерадиокомпании Yle, Россия и Нидерланды пришли к соглашению, по которому Россия в итоге выплатит «Гринпису» компенсаций на сумму 2,7 миллиона евро. Это решение было исполнено. В решение Европейского суда по правам человека от 27 июня 2023 года по делу «Bryan and others v. Russia» сказано, что по 8 ноября 2019 года заявители по этому делу уведомили ЕСПЧ, что власти Нидерландов перечислили 2 700 159,16 евро «Гринпис», которая, в свою очередь, перечислила 605 тысяч евро тридцати заявителям, разделенную на равные доли (по 20 167 евро были переведены на каждый из банковских счетов, указанных заявителями).
В 2023 году МИД РФ заявил, что с точки зрения России решение суда в Гааге не имеет юридической силы. 27 июня 2023 года ЕСПЧ признал, что власти России нарушили права 30 заявителей в связи с делом Arctic Sunrise, но отказался назначать им какую-либо компенсацию, сославшись на то, что они уже получили компенсацию в 2019 году.

## Отражение инцидента в культуре
Во второй серии второго сезона сериала "Марс", показанного телеканалом National Geographic в 2018 году, наряду с другими акциями протеста Гринпис в Арктике, описывается ситуация с Arctic Sunrise. О событиях рассказывает активистка Гринпис Сини Саарела, принимавшая в них непосредственное участие.